# Quiina integrifolia
Quiina integrifolia är en tvåhjärtbladig växtart som beskrevs av August Adriaan Pulle. Quiina integrifolia ingår i släktet Quiina och familjen Ochnaceae. Inga underarter finns listade i Catalogue of Life.